# Aliança Social Democrática
A Aliança Social Democrática (em islandês: Samfylkingin-Jafnaðarmannaflokkur Íslands) é um partido político  da Islândia.
O partido foi fundado em 1999, através da fusão de quatro partidos de centro-esquerda e esquerda, com o objectivo de criar um grande partido de centro-esquerda.
Ideologicamente, a Aliança segue uma linha social-democrata, defendendo a intervenção do Estado na economia e a nacionalização da gestão dos recursos naturais, além de defender a integração da Islândia na União Europeia.

## Resultados eleitorais

### Legislativas
| Data | Líder                        | Cl. | Votos  | %            | +/-  | Deputados | +/- | Status   |
| ---- | ---------------------------- | --- | ------ | ------------ | ---- | --------- | --- | -------- |
| 1999 | Margrét Frímannsdóttir       | 2.º | 44 378 | 26,8 / 100,0 |      | 17 / 63   |     | Oposição |
| 2003 | Össur Skarphéðinsson         | 2.º | 56 700 | 31,0 / 100,0 | 4,2  | 20 / 63   | 3   | Oposição |
| 2007 | Ingibjörg Sólrún Gísladóttir | 2.º | 48 743 | 26,8 / 100,0 | 4,2  | 18 / 63   | 2   | Governo  |
| 2009 | Jóhanna Sigurðardóttir       | 1.º | 55 758 | 29,8 / 100,0 | 3,0  | 20 / 63   | 2   | Governo  |
| 2013 | Árni Páll Árnason            | 3.º | 24 292 | 12,9 / 100,0 | 16,9 | 9 / 63    | 11  | Oposição |
| 2016 | Oddný G. Harðardóttir        | 7.º | 10 893 | 5,7 / 100,0  | 7,2  | 3 / 63    | 6   | Oposição |